# NGC 278
NGC 278 je spirální galaxie s příčkou v souhvězdí Kasiopeji. Její zdánlivá jasnost je 10,7m a úhlová velikost 2,1′ × 2,0′. Její vzdálenost je podle měření nezávislých na rudém posuvu okolo 61 milionů světelných let, rudý posuv dává vzdálenost asi 36 milionů světelných let. Průměr má přibližně 17 000 světelnými let. Je to malá galaxie s vysokým povrchovým jasem, v galaxii probíhá překotná tvorba hvězd. Ve Vaucouleurs Atlas of Galaxy Types je tato galaxie použita jako přiklad galaxie typu SA(rs)b. Galaxii objevil 11. prosince 1786 William Herschel zrcadlovým dalekohledem o průměru 45,7 cm.

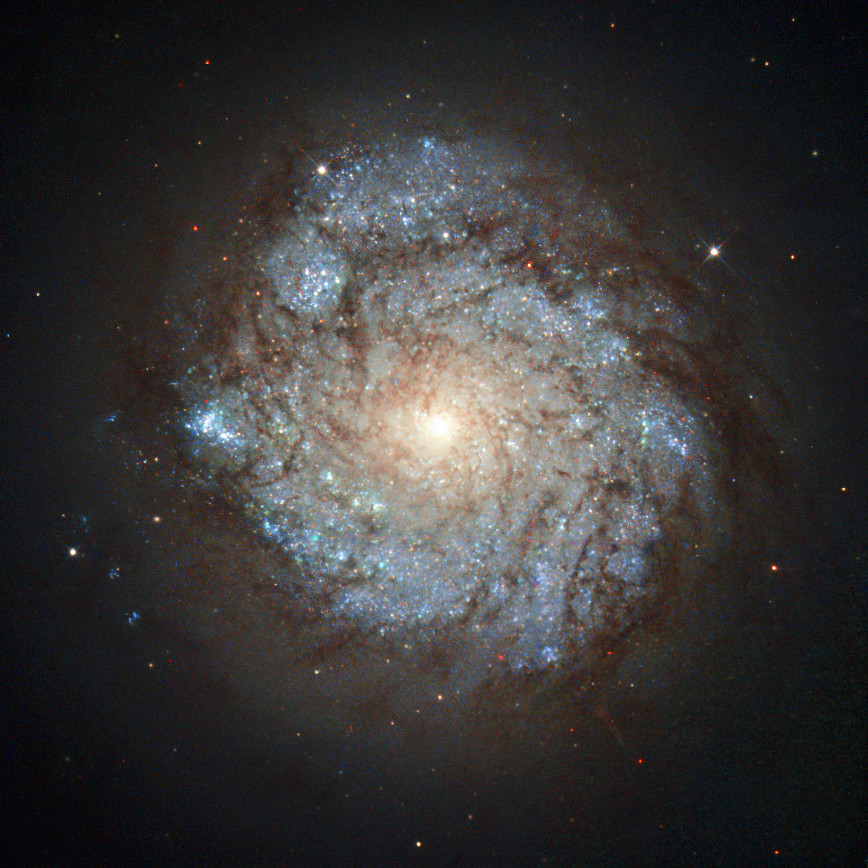
NGC 278